# Distrikt Tenom

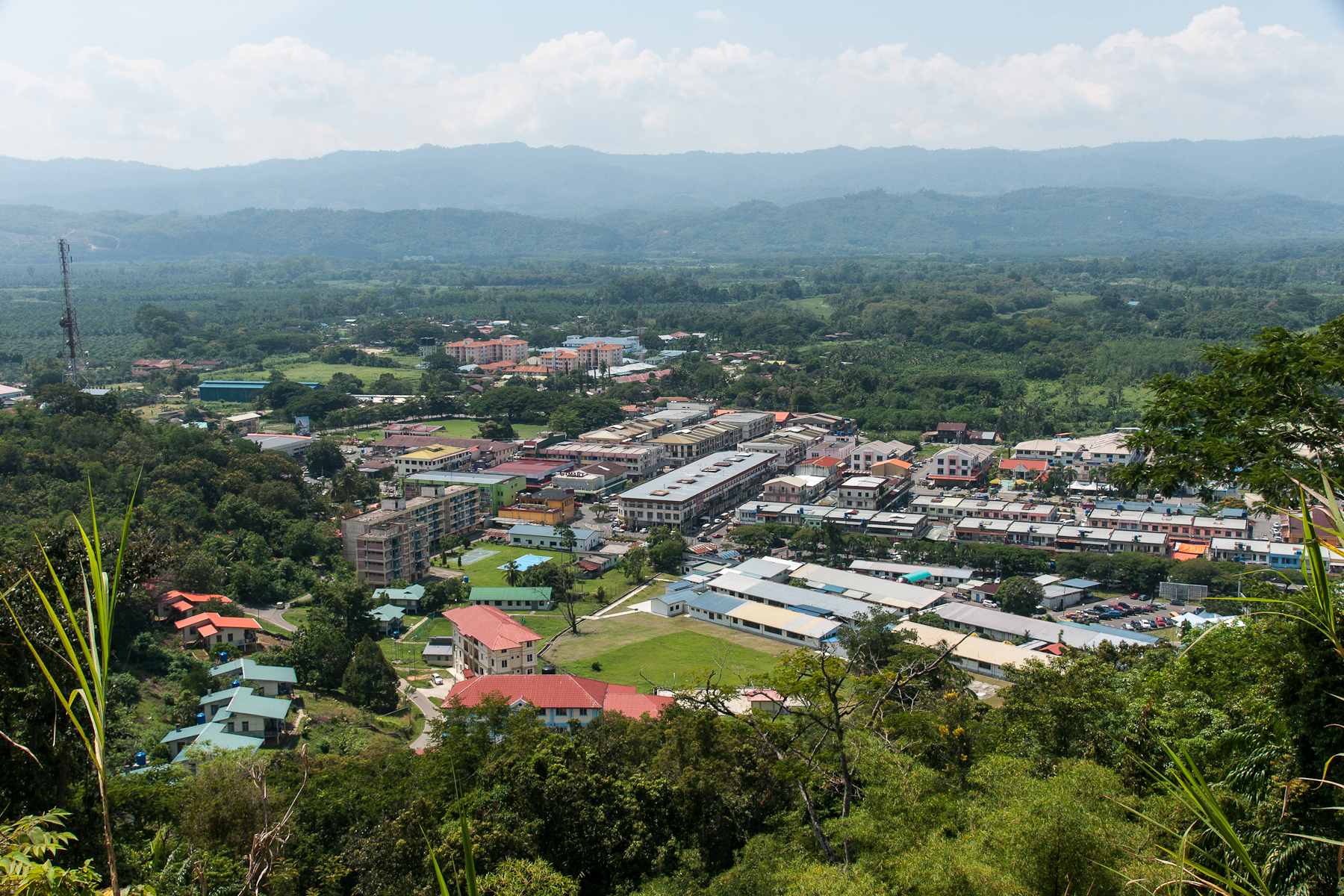
Blick über die Stadt Tenom und Umgebung

Der Distrikt Tenom ist ein Verwaltungsbezirk im malaysischen Bundesstaat Sabah. Verwaltungssitz ist die Stadt Tenom. Der Distrikt ist Teil des Gebietes Interior Division, zu dem die Distrikte Beaufort, Keningau, Kuala Penyu, Nabawan, Sipitang, Tambunan und Tenom gehören. Im Süden grenzt der Distrikt an Kalimantan Indonesia. 

## Demographie
Tenom hat 51.328 Einwohner (Stand: 2020). Die Bevölkerung setzt sich aus den ethnischen Gruppen der Murut (52 %), der Han-Chinesen (8 %), der Malaien (4 %) und der Kadazan-Dusun (12 %) zusammen sowie einem kleinen Anteil anderer Ethnien wie Indonesier und Filipinos. Die Mehrzahl der knapp 5000 Chinesen, Nachfahren von Immigranten aus Longchuan in Guangdong, entstammt der Volksgruppe der Hakka. 
Die Bevölkerungszahl des Distrikts betrug gemäß dem Zensus von 2010 55.553 Einwohner.

## Geschichte
Der Name "Tenom" als eigenständige Distriktsbezeichnung kam erst zwischen 1904 und 1906, nach der Fertigstellung der Eisenbahnlinie von Beaufort nach Melapap, auf.
Das Gebiet des heutigen Distrikts Tenom stand offiziell seit dem Jahr 1900 unter britischer Verwaltung. Der erste Verwalter war M.C.M. Weedon. 

## Verwaltungssitz
Verwaltungssitz des Distrikts ist die Stadt Tenom.

## Liste derDistrict Officersin Tenom
| Name                            | Im Amt ab  | Im Amt bis |
| ------------------------------- | ---------- | ---------- |
| M.C.M Weedon                    | 1900       |            |
| Roderick McClean                | 1963       | 1964       |
| Mohd Yassin bin Haji Hashim     | 1964       | 1965       |
| R.W.H. Ried                     | 1965       | 1965       |
| J.S.Oakley                      | 1965       | 1965       |
| Herman J Luping                 | 1965       | 1966       |
| Matiassin bin Surai             | 1967       | 1968       |
| Alexander Osmond Yap            | 1970       | 1973       |
| Abdullah bin Hasanat            | 1970       | 1973       |
| Joseph Lanjuat                  | 1973       | 1974       |
| Mohd Railey bin Jeffrey         | 1974       | 1975       |
| Mohammed bin Haji Abdul Rahman  | 1980       | 1982       |
| Haji Adenan bin Haji Mohd Yusof | 1982       | 1984       |
| Haji Juhamat bin lntang         | 1985       | 1985       |
| Mohammed bin Haji Abdul Rahman  | 1986       | 1990       |
| Bobbey Ahfang bin Suan          | 1990       | 1994       |
| Michel Emban                    | April 1994 |            |
| Norbert Lee @ Robert Lee        | April 1994 | 2000       |
| Amat Mohd Yusof                 | Jun 2000   | 24.10.2005 |
| Faimin Kamin                    | 24.10.2005 |            |
| Siriman ben M. F. Basir         | amtierend  |            |